# One Love (album de David Guetta)
Pour les articles homonymes, voir One Love.
Albums de David Guetta
Pop Life
(2007) One More Love (réédition)
(2010)
Singles
1. When Love Takes Over
Sortie : 21 avril 2009
2. Sexy Bitch
Sortie : 28 juillet 2009
3. One Love
Sortie : 2009
4. Memories
Sortie : 19 février 2010

One Love est le quatrième album studio du DJ français David Guetta. Enregistré en 2008 et en 2009, l'album est sorti le 24 août 2009 sous le major EMI.

## Accueil
One Love est le plus grand succès commercial de David Guetta : 1,5 million d'exemplaires ont été vendus à travers le monde début 2011, One Love a été certifié disque de diamant par la SNEP, soit l'album français qui a été le plus vendu dans le monde en 2009 et 2010.

L'album est co-produit par Fred Rister et Tocadisco, on retrouve plusieurs collaborations, notamment avec Kelly Rowland et Akon.
Disponible sur iTunes Store, le 21 août 2009, il est sorti en format CD le 24 août 2009 dans toute l'Europe et le 25 août 2009 aux États-Unis. Une édition deluxe double disque a également été publié le 27 novembre 2009 One Love XXL, Édition Limitée; le deuxième disque contenant les versions longues ainsi que des remixes club réalisés par d'autres DJs.
L'album a reçu une nomination à la 52e cérémonie des Grammy Awards aux États-Unis dans la catégorie "Meilleur album Dance / Electro". Le premier single When Love Takes Over, certifié disque de platine a été nommé dans la catégorie "Meilleur enregistrement Dance de l'année", a été remporté. L'album a été réédité en Amérique du Nord le 24 août 2010, avec la nouvelle version de Gettin' Over You, une version remix du titre de Madonna, Revolver et le titre Acapella de Kelis, ses deux titres étant produit par David Guetta.

## Singles extrait de l'album

### Singles de One Love
1. When Love Takes Over premier single extrait de l'album avec la collaboration de Kelly Rowland. La chanson a rencontré un succès mondial dont no 1 au Royaume-Uni et no 2 en France, et a remporté le prix du Meilleur enregistrement Dance au Grammy Award en janvier 2010.
2. Sexy Bitch (ou Sexy Chick aux États-Unis) est le deuxième single extrait de l'album avec Akon en chanteur vocal. La chanson est devenue un succès mondial, atteignant la première place sur treize hit-parade différents. Il a culminé no 1 au Royaume-Uni et no 2 en France.
3. One Love est le troisième single extrait de l'album avec la chanteuse britannique Estelle.
4. Memories est le quatrième single sorti le 15 mars 2010 avec Kid Cudi en vocal. La chanson atteint le sommet en Belgique, en République tchèque et aux Pays-Bas.

### Singles de One More Love
1. Gettin' Over You, est le premier single extrait de One More Love, avec la voix de Chris Willis, Fergie et LMFAO. Il a culminé no 1 en France et au Royaume-Uni.
2. Who's That Chick est le deuxième single extrait de One Love. On y retrouve la participation de la chanteuse Rihanna.

### Singles promotionnels
1. Gettin' Over est le premier single promotionnel de One Love, sorti le 4 août 2009 au Royaume-Uni. Le titre a atteint la 86e place des ventes single au Royaume-Uni. Chris Willis est le seul chanteur vocal sur cette version.
2. I Wanna Go Crazy, deuxième single promotionnel extrait de One Love sorti le 24 août 2009. En collaboration avec Will.i.am, le single atteint la 92e place au Royaume-Uni et la 83e place au Canada.
3. If We Ever, troisième et dernier single promotionnel extrait de One Love sorti le 4 novembre 2009 sur la plateforme itunes seulement. En collaboration avec Makeba Riddick, aucune entrée dans un classement n'a été enregistrée.

## Liste des pistes

### Format international
| 1.    | When Love Takes Over (feat. Kelly Rowland)                               | 3:09 |
| 2.    | Gettin' Over (feat. Chris Willis)                                        | 3:01 |
| 3.    | Sexy Bitch (feat. Akon)                                                  | 3:13 |
| 4.    | Memories (feat. Kid Cudi)                                                | 3:28 |
| 5.    | On the Dancefloor (feat. Will.i.am & Apl.de.ap)                          | 3:44 |
| 6.    | It's The Way You Love Me (feat. Kelly Rowland)                           | 4:13 |
| 7.    | Missing You (feat. Novel)                                                | 3:07 |
| 8.    | Choose (feat. Ne-Yo & Kelly Rowland)                                     | 3:57 |
| 9.    | How Soon Is Now (feat. Sebastian Ingrosso, Dirty South & Julie McKnight) | 4:09 |
| 10.   | I Gotta Feeling FMIF Remix Edit (Black Eyed Peas)                        | 3:54 |
| 11.   | One Love (feat. Estelle)                                                 | 3:59 |
| 12.   | I Wanna Go Crazy (feat. Will.i.am)                                       | 3:22 |
| 13.   | Sound of Letting Go (feat. Chris Willis)                                 | 3:45 |
| 14.   | Toyfriend (feat. Wynter Gordon)                                          | 3:15 |
| 15.   | If We Ever (feat. Makeba)                                                | 4:40 |
| 16.   | I Need You Now (feat. Samantha Jade & Laidback Luke)                     | 3:06 |
| 55:18 |                                                                          |      |

### États-Unis
- 2009 :  États-Unis version standard édition explicite| No  | Titre                                                       | Producer(s)                     | Durée |
| --- | ----------------------------------------------------------- | ------------------------------- | ----- |
| 1.  | When Love Takes Over (featuring Kelly Rowland)              | Guetta, Riesterer               | 3:11  |
| 2.  | Gettin' Over (featuring Chris Willis)                       | Guetta, Sindres, Riesterer, Vee | 3:02  |
| 3.  | Sexy Bitch (featuring Akon)                                 | Guetta, Sindres, Vee            | 3:16  |
| 4.  | Memories (featuring Kid Cudi)                               | Guetta, Riesterer               | 3:30  |
| 5.  | Missing You (featuring Novel)                               | Guetta, Sindres, Vee            | 3:08  |
| 6.  | It's the Way You Love Me (featuring Kelly Rowland)          | Guetta, Riesterer               | 4:13  |
| 7.  | Choose (featuring Ne-Yo and Kelly Rowland)                  | Guetta, Riesterer               | 3:58  |
| 8.  | On the Dancefloor (featuring will.i.am and apl.de.ap)       | Guetta, Sindres, Vee            | 3:46  |
| 9.  | I Gotta Feeling (as Black Eyed Peas) (FMIF Remix Edit)      | Guetta, Riesterer               | 3:53  |
| 10. | One Love (featuring Estelle)                                | Guetta, Sindres, Vee            | 4:00  |
| 11. | Sound of Letting Go (with Tocadisco featuring Chris Willis) | Guetta, Tocadisco               | 3:46  |
| 12. | I Wanna Go Crazy (featuring will.i.am)                      | Guetta, Sindres, Vee            | 3:24  |
| 13. | If We Ever (featuring Makeba)                               | Guetta, Riesterer, Sindres, Vee | 4:43  |

- 2009 : Nouvelle édition limitée piste bonus| No  | Titre                                                              | Durée |
| --- | ------------------------------------------------------------------ | ----- |
| 16. | Gettin' Over You (David Guetta & Chris Willis Feat Fergie & LMFAO) | 3:07  |

- 2009 : Edition de luxe disque bonus| No  | Titre                                                                                        | Durée |
| --- | -------------------------------------------------------------------------------------------- | ----- |
| 1.  | When Love Takes Over (Electro Extended Version) (featuring Kelly Rowland)                    | 4:24  |
| 2.  | Sexy Bitch (Club Version Mixee) (featuring Akon)                                             | 3:43  |
| 3.  | Memories (Version Mixee) (featuring Kid Cudi)                                                | 4:42  |
| 4.  | I Wanna Go Crazy (Extended Version Mixee) (featuring will.i.am)                              | 4:55  |
| 5.  | I Gotta Feeling (FMIF Remix Edit Version Mixee)                                              | 4:19  |
| 6.  | Choose (Version Mixee) (featuring Ne-Yo & Kelly Rowland)                                     | 3:17  |
| 7.  | On the Dancefloor (Extended Version Mixee) (featuring will.i.am & apl.de.ap)                 | 4:16  |
| 8.  | Missing You (Club New Version Mixee) (featuring Novel)                                       | 4:59  |
| 9.  | Gettin' Over You (Club Version Mixee) (featuring Chris Willis)                               | 3:31  |
| 10. | It's the Way You Love Me (Final Version Mixee) (featuring Kelly Rowland)                     | 4:12  |
| 11. | One Love (Extended Version Mixee) (featuring Estelle)                                        | 4:42  |
| 12. | It's Your Life (Version Mixee) (featuring Chris Willis)                                      | 3:53  |
| 13. | Sound of Letting Go (Version Mixee) (featuring Tocadisco & Chris Willis)                     | 3:13  |
| 14. | I Need You Now (Version Mixee) (featuring Laidback Luke & Samantha Jade)                     | 3:14  |
| 15. | How Soon Is Now (Version Mixee) (featuring Sebastian Ingrosso, Dirty South & Julie McKnight) | 5:59  |
| 16. | Toyfriend (Version Mixee) (featuring Afrojack & Wynter Gordon)                               | 2:52  |

### Édition limitée version XXL
- 2009 : Disque 1| No  | Titre                                                                           | Durée |
| --- | ------------------------------------------------------------------------------- | ----- |
| 1.  | When Love Takes Over (featuring Kelly Rowland)                                  | 3:11  |
| 2.  | Gettin' Over (with Chris Willis)                                                | 3:02  |
| 3.  | Sexy Bitch (featuring Akon)                                                     | 3:16  |
| 4.  | Memories (featuring Kid Cudi)                                                   | 3:30  |
| 5.  | On the Dancefloor (featuring will.i.am & apl de ap)                             | 3:46  |
| 6.  | It's the Way You Love Me (featuring Kelly Rowland)                              | 4:13  |
| 7.  | Missing You (featuring Novel)                                                   | 3:08  |
| 8.  | Choose (featuring Ne-Yo & Kelly Rowland)                                        | 3:58  |
| 9.  | How Soon Is Now (with Sebastian Ingrosso, Dirty South featuring Julie McKnight) | 4:10  |
| 10. | I Gotta Feeling (FMIF Remix Edit) (featuring Black Eyed Peas)                   | 3:53  |
| 11. | One Love (featuring Estelle)                                                    | 4:00  |
| 12. | I Wanna Go Crazy (featuring will.i.am)                                          | 3:24  |
| 13. | Sound of Letting Go (with Tocadisco & Chris Willis)                             | 3:46  |
| 14. | Toyfriend (featuring Afrojack & Wynter Gordon)                                  | 3:17  |
| 15. | If We Ever (featuring Makeba)                                                   | 4:43  |

- 2009 : Disque 2| No  | Titre                                                                                              | Durée |
| --- | -------------------------------------------------------------------------------------------------- | ----- |
| 1.  | When Love Takes Over (Extended version) (featuring Kelly Rowland)                                  | 7:48  |
| 2.  | Gettin' Over (Extended version) (with Chris Willis)                                                | 5:56  |
| 3.  | Sexy Bitch (Extended version) (featuring Akon)                                                     | 5:13  |
| 4.  | Memories (Extended version) (featuring Kid Cudi)                                                   | 5:20  |
| 5.  | On the Dancefloor (Extended version) (featuring will.i.am & apl de ap)                             | 5:12  |
| 6.  | It's the Way You Love Me (Extended version) (featuring Kelly Rowland)                              | 6:55  |
| 7.  | Missing You (Extended version) (featuring Novel)                                                   | 6:18  |
| 8.  | How Soon Is Now (Extended version) (with Sebastian Ingrosso, Dirty South featuring Julie McKnight) | 7:05  |
| 9.  | One Love (Extended version) (featuring Estelle)                                                    | 6:48  |
| 10. | I Wanna Go Crazy (Extended version) (featuring will.i.am)                                          | 6:40  |
| 11. | Sound of Letting Go (Extended version) (with Tocadisco & Chris Willis)                             | 5:24  |
| 12. | Toyfriend (Instrumental) (featuring Afrojack & Wynter Gordon)                                      | 3:17  |
| 13. | I Need You Now (Extended version) (with Laidback Luke & Samantha Jade)                             | 6:26  |

- 2009 : Disque 3| No  | Titre                                                                                  | Durée |
| --- | -------------------------------------------------------------------------------------- | ----- |
| 1.  | Montenegro                                                                             | 5:58  |
| 2.  | GRRRR                                                                                  | 7:29  |
| 3.  | It's Your Life (with Chris Willis)                                                     | 3:44  |
| 4.  | When Love Takes Over (Laidback Luke Remix) (featuring Kelly Rowland)                   | 6:06  |
| 5.  | When Love Takes Over (Norman Doray & Arno Cost Remix - Edit) (featuring Kelly Rowland) | 7:12  |
| 6.  | When Love Takes Over (Albin Myers Remix) (featuring Kelly Rowland)                     | 8:27  |
| 7.  | When Love Takes Over (Abel Ramos Paris With Love Mix) (featuring Kelly Rowland)        | 8:12  |
| 8.  | Sexy Bitch (Chuckie & Lil' Jon Remix) (featuring Akon)                                 | 5:58  |
| 9.  | Sexy Bitch (Abel Ramos Atlanta With Love Mix) (featuring Akon)                         | 7:15  |
| 10. | Sexy Bitch (Koen Groeneveld Remix) (featuring Akon)                                    | 7:16  |
| 11. | Sexy Bitch (DJ Footloose Remix) (featuring Akon)                                       | 5:44  |
| 12. | Sexy Bitch (Afrojack Remix) (featuring Akon)                                           | 4:34  |

## Performance dans les hit-parades et influences

### Un succès mondial
Fin 2008, il enregistre son 4e album One Love. De nombreuses personnalités du R'n'B américain sont invitées, dont Akon, Kid Cudi, Estelle, Will.i.am, Ne-yo, Samantha Jade.
Lors de ce quatrième album, David Guetta cherche plus d'indépendance : il tend à se libérer des rumeurs qui circulent quant à l'authenticité de ses productions. Il se sépare alors progressivement de Joachim Garraud, son ancien partenaire musical avec qui il a travaillé durant neuf ans (2000-2009). Il collabore pour l'album avec d'autres DJ et producteurs, dont Fred Rister, Afrojack, Sandy Vee, Jean Claude Sindres. De nombreuses stars y ayant contribué, EMI décide d'en faire une priorité internationale et de le sortir simultanément dans le monde entier. L'album sort ainsi dans plus de 65 pays.
Une nouvelle édition intitulée One More Love sort le 29 novembre 2010 avec de nouveaux morceaux, dont sa collaboration avec Madonna et celle avec Rihanna,.

#### Performances de l'album et certifications
Le jour de sa sortie, One Love se classe no 1 dans 17 pays simultanément. L'album est certifié disque de diamant avec plus de 500 000 exemplaires vendus en France

et disque de diamant dans le monde avec plus de 1,5 million d'exemplaires vendus, soit l'album français le plus vendu dans le monde en 2009.
L'album One Love s'est classé sixième des meilleures ventes d'album dans le monde lors de sa sortie.
Les deux premiers titres issus de l'album One Love, When Love Takes Over et Sexy Bitch, se classent respectivement no 3 et no 1 des singles les plus vendus dans le monde.

#### Succès au Royaume-Uni
Le premier titre est When Love Takes Over, une chanson qui est en collaboration avec l'ex-Destiny's Child, Kelly Rowland. Pour la première fois, David Guetta se trouve en tête des charts au Royaume-Uni. David Guetta reçoit alors avec Fred Rister, le coproducteur de cette chanson, les félicitations de l'organisme Sacem.
« David Guetta a connu un succès historique en 2009 sur les marchés américain et britannique », signale Sophie Mercier, du Bureau Export, l'organisme parapublic chargé d'appuyer les artistes français à l'étranger. Les autres pays d'Europe puis le reste du monde, quelques semaines plus tard, suivent le même mouvement. When Love Takes Over s'écoule à un million d'exemplaires en Europe.
Trois mois plus tard, le single Sexy Bitch atteint aussi la première place au Royaume-Uni. Il est le premier artiste français, à réussir à placer deux singles à la 1re place des ventes au Royaume-Uni. Serge Gainsbourg, Charles Aznavour, Mr Oizo et Modjo qui ont également réussi à y être no 1 mais à ce jour une fois
,
. Sexy Bitch surpasse le succès du précédent en Royaume-Uni, ce qui ne laisse pas indifférent les hit-parades des autres pays du monde et touche pour la première fois les États-Unis. Sexy Bitch se vend à 2.3 millions d'exemplaires dans le monde, il s'agit de son plus grand succès en termes de single pour David Guetta à l'international
.
Les titres Gettin' Over You et Club Can't Handle Me se classent également no 1 au Royaume-Uni respectivement le 6 juin 2010 et le 17 août 2010, soit un total de quatre titres no 1 au Royaume-Uni

#### Aux États-Unis
Grâce au succès club de Love Is Gone en juillet 2007, David Guetta multipliant les dates de tournée aux États-Unis, en étant présent dans tous les grands festivals de musique électroniques, comme la Winter Music Conference de Miami
.
Il fait des collaborations avec des artistes américains comme Akon, Kelly Rowland. Le titre Sexy Bitch, en duo avec Akon, devient un tube aux États-Unis avec un pic à la cinquième place du Billboard Hot 100, le classement des titres les plus vendus et les plus diffusés en radio. Son album One Love s'est classé no 7 des ventes sur la plateforme iTunes aux États-Unis lors de sa sortie.
Après le One Love nouvelle version, le One Love rose, le One Love XXL, David Guetta sort One More Love en novembre 2010 où figurent en particulier ses duos avec Rihanna et Madonna.

#### Influence de l'album

##### Collaboration musicale
One Love a une répercussion sur le monde de la musique électronique, en effet il s'agit du premier album produit par un DJ qui a eu autant de succès sur le plan international. Steve Angello, l'un des membres du collectifs de DJ suédois la Swedish House Mafia, a rapporté pour le magazine DJ Mag que le succès de David Guetta a permis de gagner en crédibilité sur la scène internationale. Ils ont ainsi pu collaborer avec le rappeur américain Pharrell Williams sur le titre One (your name). « J'ai toujours rêvé de réunir les musiques de ces deux mondes, le hip-hop et l'électro. Ce mélange de cultures va changer beaucoup de choses pour la scène électronique. Nous sommes à un vrai tournant », a estimé David.
Le DJ néerlandais Tiesto avec Nelly Furtado qui a donné le single Who Wants To Be Alone, Tiesto a également collaboré avec les Three 6 Mafia, Sean Kingston et Flo Rida pour Feel It. 

Le DJ écossais Calvin Harris qui a produit en 2009 des titres pour l'album de Katy Perry, Kylie Minogue et Dizzee Rascal. 

Le DJ français Bob Sinclar avec Shaggy pour I wanna.
Kylian Mash qui collabore avec Akon et le rappeur Glasses Malone sur le titre Club Certified.
« Cette tendance montre un intérêt croissant pour ce genre musical à travers le monde, explique le musicologue Geoff Roberts. Des artistes comme David rendent la dance music populaire. Et avec l’arrivée des beaux jours, ce phénomène va encore s’amplifier ! »

##### Médias
Les titres Sexy Bitch et Memories ont été diffusés sur Skyrock qui est une radio connue pour ne diffuser que du rap/RnB, preuve qu'il est reconnu au-delà des barrières de la musique house. En effet, jusqu'à fin août 2009, les animateurs ne citaient que le nom Akon lorsque le titre Sexy Bitch était diffusé.
David Guetta est le premier artiste français à faire la couverture du magazine américain consacré à la musique Billboard,.
avec en titre : « Comment une star française de musique Dance a changé le top 40. »
En 2009, il se classe 3e dans le classement DJ Mag une nouvelle performance confirmant une notoriété internationale acquise grâce à l'album One Love.

##### Partenariats
En octobre 2009, David Guetta a été choisi pour être l'ambassadeur en Europe du jeu DJ Hero, qui est la suite de Guitar Hero, en version platine,.
En 2010, David Guetta renouvelle sa collaboration avec Activision et fait partie des DJ jouables dans le jeu vidéo DJ Hero,.
Depuis l'année 2009, David Guetta fait partie des ambassadeurs de la marque de casque audio Sennheiser. Pour Yvan Boileau, directeur de la communication de Sennheiser France, « c’est le DJ le plus en vogue en France comme sur le plan international. Il est très populaire auprès de notre cœur de cible, les 15-24 ans, mais aussi pour les 25-45 ans. »

### Collaborations

#### Collaboration avec Will.I.Am / Les Black Eyed Peas
Will.i.am des Black Eyed Peas, qui s'est tourné vers une recherche de sonorités nouvelles, un mélange expérimental entre le Hip-hop et la Dance, est séduit par le son de Love Is Gone lors d'une soirée passée au Pacha d'Ibiza. Il propose à David Guetta de composer deux chansons sur le prochain album des Black Eyed Peas : I Gotta Feeling et Rock That Body.
David Guetta accepte et se rend aux États-Unis pour travailler dans les studios Universal (Interscope) à Los Angeles, où il rencontre d'autres artistes américains comme Pharrell Williams, Busta Rhymes ou P.Diddy. Après cette collaboration, Will.i.am continue à contribuer à la renommée internationale de David Guetta : il le recommande auprès d'autres artistes américains tels Akon qui, à son tour, sollicite David dans les studios. L'engrenage est lancé.
Dans son dernier album Nothing but the Beat, David Guetta collabore une nouvelle fois avec Will.i.am pour le titre Nothing Really Matter.
I Gotta Feeling, produit par David Guetta et Fred Rister pour l'album des Black Eyed Peas, s'écoule à plus d'un million d'exemplaires la semaine de sa sortie aux États-Unis. Le disque devient le plus grand succès single du groupe et rentre dans le livre des records. Les Black Eyed Peas font un aller-retour en jet privé jusqu'à Ibiza, pour fêter le succès du titre avec David. 

« Pour I Gotta Feeling, on travaillait avec David Guetta. Pour son nouvel album, il a reçu un coup de fil de Will.i.am. Il a entendu le morceau sur lequel on travaillait et il a hurlé : "Je veux cette chanson !". Elle figure sur le dernier album The END. Là, elle est n°1 depuis seize semaines aux États-Unis, » commente Fred Rister. « Nous avons créé avec Will.I.Am un pont entre la culture électronique en Europe et de la culture urbaine américaine », estime David Guetta. Le titre Gettin' Over You entre directement à la première place des ventes au Royaume-Uni le 6 juin 2010,.

#### Collaboration avec Kelly Rowland
David Guetta rencontre Kelly Rowland en 2008, à Cannes, au cours d'une soirée mixée par le DJ. Kelly Rowland, attirée par l'Eurodance (musique dance européenne), avait beaucoup apprécié Love Is Gone et la collaboration entre les deux artistes s'est faite facilement.
David Guetta lui fait écouter le titre When Love Takes Over. Dès la première écoute, Kelly s'avoue émue. Elle demande de poser sa voix sur ce titre.
« Quand je l'ai entendu jouer When Love Takes Over avec ma participation lors de sa soirée F*** Me I'm Famous à Ibiza, j'ai été littéralement secouée ! Et j'ai été très heureuse de travailler avec lui parce que personne de tout mon entourage, mais alors personne ni mes fans, ne s'attendait à me voir faire quelque chose comme ça ! Nous avons fait des chansons un peu dance avec les Destiny's Child, mais rien de comparable à cela ! », rapporte Kelly Rowland dans le magazine américain Billboard. Elle est présente sur trois titres de l'album One Love. Elle met David Guetta en relation avec Ne-yo, relation qui aboutit à la chanson Choose présent sur One Love, En 2009 le titre figura sur l'une des extensions de Grand Theft Auto IV (The Ballad Of Gay Tony ou TBOGT) sur la radio Vladivostok FM jusqu'en 2018 à la suite de l'expiration de droits d'auteurs mais peut être à nouveau disponible en utilisant certains logiciels de restauration (qui restaurent toutes les musiques qui ont été retirées dans ce patch) ou en passant sur les ancienne versions (comme 1.4.0.0 jusqu'à 1.8.0.0)

#### Collaboration avec Akon
David Guetta rencontre avec Akon à un festival électronique en Angleterre. Le soir même, ils tombent d'accord pour travailler ensemble
. Le tube mondial Sexy Bitch a été réalisé en seulement une nuit
,
.
Pour son dernier album, Nothing but the Beat, le DJ français collabore de nouveau avec Akon et la chanson Crank It Up aboutit.

#### Collaboration avec Kid Cudi
David Guetta rencontre Kid Cudi sur le tournage du clip de I Gotta Feeling des Black Eyed Peas entre deux tournages. David lui fait écouter l'instrumental du morceau Memories durant l'été 2009 et les deux hommes l'enregistrent le lendemain". Lors d'une interview dans le numéro 151 de Only for DJs, David Guetta déclare que ce mélange de musique urbaine et de sons électroniques est une nouvelle tendance aux États-Unis surnommée "Electro-hop" par Will.i.am.

#### Collaboration avec Estelle
La collaboration avec Estelle est venue simplement : David Guetta a demandé par téléphone à la chanteuse de participer à un titre avec lui, ce qu'elle a accepté à condition qu'il collabore aussi avec elle sur un titre de son prochain album.

#### Collaboration avec Rihanna
Le sixième single de David Guetta, extrait de la réédition de One Love : One More Love, est Who's That Chick. cette collaboration avec Rihanna est sortie le 22 novembre 2010.
Sa dernière compilation F*** Me I'm Famous Vol. 6 est sortie le 7 juin 2010.
Il réitère sa collaboration avec Flo Rida, après le titre Club Can't Handle Me, sur le morceau Where Them Girls At en avril 2011, sur lequel il invite aussi la rappeuse Nicki Minaj,.

## Classement et certifications
| Classement (2009)                            | Meilleure position |
| -------------------------------------------- | ------------------ |
| Argentine Classement album                   | 11                 |
| Australie Classement album                   | 4                  |
| Autriche Classement album                    | 3                  |
| Belgique Classement album (Flandre)          | 2                  |
| Belgique Classement album (Wallonie)         | 1                  |
| Canada Classement album                      | 2                  |
| République tchèque Classement album          | 3                  |
| Danemark Classement album                    | 22                 |
| Pays-Bas Classement album                    | 5                  |
| Europe Classement album                      | 1                  |
| Finlande Classement album                    | 49                 |
| France Classement album                      | 1                  |
| Allemagne Classement album                   | 2                  |
| Grèce Classement album                       | 19                 |
| Hongrie Classement album                     | 1                  |
| Irlande Classement album                     | 3                  |
| Italie Classement album                      | 5                  |
| Mexique Classement album                     | 12                 |
| Nouvelle-Zélande Classement album            | 2                  |
| Norvège Classement album                     | 16                 |
| Pologne Classement album                     | 26                 |
| Portugal Classement album                    | 5                  |
| Afrique du Sud Classement album              | 1                  |
| Espagne Classement album                     | 1                  |
| Suède Classement album                       | 33                 |
| Suisse Classement album                      | 2                  |
| Royaume-Uni Classement album                 | 2                  |
| États-Unis Billboard 200                     | 70                 |
| États-Unis Billboard Electronic/Dance Albums | 3                  |

| Classement (2009)          | Position |
| -------------------------- | -------- |
| Australie Classement album | 44       |
| Suisse Classement album    | 13       |

| Classement (2010)               | Position |
| ------------------------------- | -------- |
| Australie Classement album      | 39       |
| Europe Top 100 Classement album | 5        |
| Allemagne Classement album      | 14       |
| Mexique Classement album        | 13       |
| Espagne Classement album        | 12       |

| Classement (2011)          | Position |
| -------------------------- | -------- |
| Autriche Classement album  | 38       |
| Allemagne Classement album | 84       |
| Suisse Classement album    | 34       |

| Pays        | Certifications |
| ----------- | -------------- |
| Australie   | 2 × Platine    |
| Autriche    | 2 × Platine    |
| Belgique    | 2 × Platine    |
| Canada      | 2 × Platine    |
| France      | Diamant        |
| CCG         | Platine        |
| Allemagne   | 5 * Or         |
| Hongrie     | Platine        |
| Irlande     | Or             |
| Italie      | Platine        |
| Mexique     | Platine + Or   |
| Espagne     | Platine        |
| Suisse      | 2 × Platine    |
| Royaume-Uni | Platine        |
| Europe      | Platine        |

## historique de sortie
| Pays        | Date         | Label            | Format               |
| ----------- | ------------ | ---------------- | -------------------- |
| Royaume-Uni | 24 août 2009 | Positiva Records | CD, digital download |
| Japon       | 24 août 2009 | EMI/SoundTown    | CD, digital download |
| États-Unis  | 5 août 2009  | Astralwerks      | CD, digital download |

| Pays        | Date             | Label            | Format                     |
| ----------- | ---------------- | ---------------- | -------------------------- |
| Allemagne   | 26 novembre 2010 | EMI              | CD, Téléchargement digital |
| Royaume-Uni | 29 novembre 2010 | Positiva Records | CD, Téléchargement digital |
| États-Unis  | 25 janvier 2011  | Astralwerks      | CD, Téléchargement digital |
| Japon       | 26 janvier 2011  | EMI/SoundTown    | CD, Téléchargement digital |